# Île de l’Est
Île de l'Est [íl delest] (Východní ostrov) je nejvýchodnější ostrov Crozetových ostrovů. Neobydlený ostrov s přibližnými rozměry 10×19 km má plochu 130 km² a je součástí Francouzských jižních a antarktických území. Je to vlastně pozůstatek vyhaslého stratovulkánu převážně čedičového složení, silně erodovaného glaciální činností. Je to nejstarší ostrov souostroví, ale na východní straně se nachází mladší struskové kužely, pravděpodobně holocenního stáří.
Na ostrově žijí pouze králíci. Zato je ostrov, kam člověk zabloudí jen vzácně, velkým hnízdištěm mořských ptáků, zejména různých druhů tučňáků, albatrosů a také tuleňů. Rozhodnutím BirdLife International byl vyhlášen za významnou ptačí oblast (IBA).